# Harald Waller
Harald Waller, född 27 mars 1883 i Göteborg, död 2 november 1933, var en svensk jurist och ämbetsman.
Waller avlade studentexamen i Göteborg 1901, blev jur. kand. vid Uppsala universitet 1908, assessor i Göta hovrätt 1916, tillförordnad revisionssekreterare 1917, hovrättsråd 1922 i Göta hovrätt, revisionssekreterare 1924. Han var sakkunnig vid revision av skattelagstiftningen 1918–1923 och från 1924. Waller var regeringsråd från 1929 till sin död 1933.